# Tell es-Safi
Tell es-Safi (arabiska: تل الصافي, Tall aṣ-Ṣāfī, "den vita kullen"; hebreiska: תל צפית, Tel Tzafit) var en palestinsk by som låg 35 kilometer nord-väst om Hebron. Dess namn kan dateras från 1100-talet.
Byn, som hade 1 290 invånare, blev avfolkad 9-10 juli under 1948 års arabisk-israeliska krig på order från Shimon Avidan, befälhavare över Givatibrigaden.